# دختر شیطان (فیلم ۲۰۰۷)
دختر شیطان (به انگلیسی: Devil Girl) یک فیلم هیجان‌انگیز آمریکایی محصول سال ۲۰۰۷ میلادی به کارگردانی هووی هاوکینز است.